# صبار المشهداني
صبّار أحمد المشهداني ( - 25 أيلول 2023) وكنيته أبو جعفر هو قيادي بعثي عراقي، عُيّن يوم 13 كانون الأول سنة 2020 أمينَ سرّ القيادة القطرية لحزب البعث في العراق، خلَفاً لأمين السر السابق عزة الدوري بتأييد من القيادة القومية لحزب البعث، واعترضَ على اختياره بعضُ قياديي القيادة القطرية العراقية، منهم صلاح المختار، وعكلة عبد صكر الكبيسي النائب السابق للقيادة القطرية العراقية.
عملَ صبارٌ المشهداني على إعادة تنظيم حزب البعث بعد الاحتلال الأمريكي للعراق سنة 2003، فصار حينئذٍ مسؤولاً عن فرع الحزب في المحمودية، ثم عُيّنَ عضواً في القيادة القطرية ثم في القيادة القومية. واعتقلته قوات الاحتلال الأمريكي في سجن بوكا، وقال القيادي البعثي حامد منفي الكرافي، في شهر كانون الثاني سنة 2012، إن من القرارات التي صدرت عن الاجتماع المصغّر لمنظمات الفرات والجنوب كان تنسيب صبار المشهداني ليكون مشرفاً على تنظيمات محافظات البصرة وذي قار وواسط وبابل وكربلاء والنجف والقادسية وميسان والمثنى. وذكر علي الريح السنهوري عضو القيادة القومية أن صبّاراً المشهداني عُيّن أميناً لقيادة قطر العراق مؤقتاً ريثما تتغير الظروف وتتوفر معطيات الحالة التي تمكن من لم شمل القيادة والتئامها في أوضاع طبيعية، وذكر السنهوري أن من مؤهلات المشهداني للقيادة القطرية أن المشهداني عضو قيادة قومية وموجود في الداخل وكان يمارس الإشراف المباشر على التنظيم وكان يترأس اجتماعات القيادة القطرية في الداخل بتكليف من أمين سر الأمين العام للحزب.(1) قال الصحفي المصري محمد أنور في كتابه (أسرار سقوط بغداد) إن صبار أحمد المشهداني وكيل مخابرات سابق[محل شك](2)،

## وفاته
توفي بالعراق يوم الاثنين 25 أيلول 2023. وفي يوم الثلاثاء 26 أيلول 2023 انتخب القيادة القطرية أمين سر للحزب خلَفاً لصبار، بإشراف من القيادة القومية. وذكر بيان نشره موقع ذي قار أن الققيادة انتخبت أمين سر جديداً اسمه أبو خليل، ونائبه اسمه أبو حارث.

## الهوامش
- «1»: كان الأمينُ العام عزة الدوري.
- «2»: نفى ضابط المخابرات سالم الجميلي، أن يكون صبار في المخبارات.[17]